# Оголена, зелене листя та бюст
«Оголена, зелене листя та бюст» (фр. Nu au Plateau de Sculpteur, англ. Nude, Green Leaves and Bust) - одна зі знаменитої серії сюрреалістичних картин  іспанського і французького художника Пабло Пікассо 1932 року, на яких митець вигадливо перетворив свою нову кохану  Марі-Терез Вальтер (можливо, надавши їй вигляд міфічної Дафни).

## Історія
Серія портретів сплячої Марі-Терез як богині сексу та бажання виконана художником потай від дружини, Ольги Хохлової, під час перебування з подругою в Буажелу під Парижем. Найзнаменитіше полотно з цієї серії, «Сон», вже було практично продано за 139 млн доларів, коли (в 2006) власник полотна зачепив його ліктем і порвав. Угода з продажу не відбулася  .
Зображує сплячу Марі-Терез поруч з бюстом, який Пікассо створив з неї ж. У 1936 полотно придбав нью-йоркський дилер Поль Розенберг (Paul Rosenberg), після чого в 1951 воно продано в приватне володіння американському девелоперу Сідні Ф. Броуді (Sidney F. Brody). 
Після смерті Броуді картина в березні 2010 виставлена на торги аукціонним будинком Крістіс і згодом продана невідомому колекціонерові за  106 482 500 доларів (включаючи преміальні аукціоністів).  На той момент  вона стала  найдорожчим твором мистецтва з числа проданих коли-небудь з аукціону .

## Див. Також
- Список найдорожчих картин